# 紅吸口魚
紅吸口魚（學名：Moxostoma erythrurum），為輻鰭魚綱鯉形目亞口魚科的其中一種，為溫帶淡水魚，分布於北美洲加拿大安大略省五大湖、哈得遜灣與美國紐約州至北達科他州，南至阿拉巴馬州、奧克拉荷馬州密西西比河，從馬里蘭州的玻多瑪克河到北卡羅萊那州的Roanoke 河流域，本魚體延長且側扁，背部略微拱起，頭部圓鈍，嘴位於吻部的下側，下唇較厚，背部橄欖色、腹部白色、尾鰭灰色，體長可達78公分，體重可達4.1公斤，壽命可達17年，棲息在岩石或泥底質中小型河川、湖泊底層水域，以小型甲殼類動物、水生昆蟲、有機碎屑和藻類為食，繁殖期在春天，雌魚於4至5月夜間在淺灘上產卵，可作為食用魚及遊釣魚。